# 卡丘洛韋
47°20′19″N 30°1′19″E / 47.33861°N 30.02194°E
卡丘洛韋（烏克蘭語：Качулове）是位於烏克蘭西南部的村莊，由敖德萨州贝雷济夫卡区的喬霍達里夫卡市鎮負責管轄。該村始建於1826年，面積0.71平方公里，海拔高度109米，2001年人口120，人口密度每平方公里169.01人。